# Proteïnoplast

Plastiden

Een proteïnoplast (ook wel proteoplast, aleuroplast of aleuronaplast genoemd) is een gespecialiseerde leukoplast en komt alleen voor in plantencellen. Ze maken gebruik van noden, dit zijn samenwerking met bacteriën om stikstofverbindingen te verkrijgen. Ze bevat gekristalliseerd eiwit en kan een enzymatische werking vertonen. Proteïnoplasten komen veel in zaden voor, zoals in de paranoot en pinda.